# 那波尼德圓筒

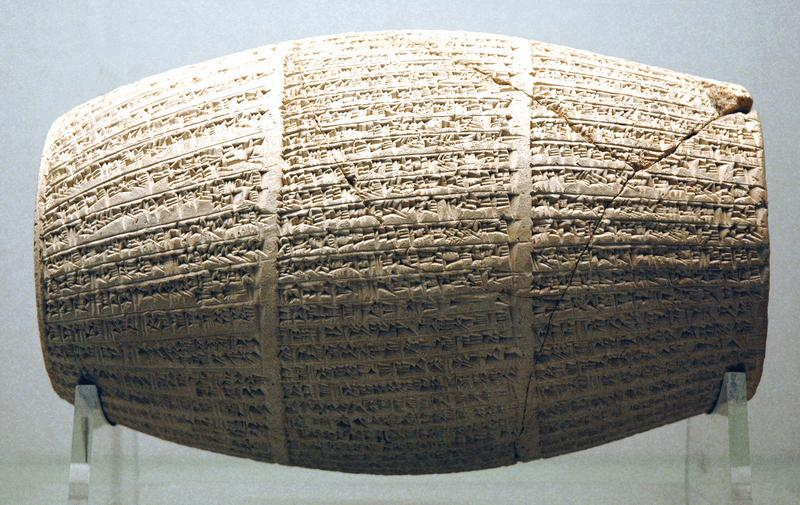
那波尼德圓筒(大英博物館版本)

那波尼德圓筒是指刻在圓筒形粘土上的楔形文字銘文，內容關於巴比倫尼亞之王那波尼德（前556年－前539年），一共有四個。
從西巴爾（Sipper）出土的那波尼德圓筒，是一部由那波尼德描述他如何修建三座神廟（哈蘭南納的聖所、西巴爾伊絲塔的聖所、以及西巴爾夏馬修（Shamash）的神廟）的文字紀錄。
從吾珥出土的那波尼德圓筒尤其值得一提，因為它提到了一個名為伯沙撒的兒子，而此人在但以理書中有被提及。

## 外部連結
- Cylinder of Nabonidus at the British Museum.
- Nabonidus Cylinder from Sippar （页面存档备份，存于） Translation.
- Nabonidus Cylinder from Ur （页面存档备份，存于） Translation of a related document.